# Marc Weber (remero, 1997)
Marc Weber (Lich, 5 de septiembre de 1997) es un deportista alemán que compite en remo. Ganó una medalla de bronce en el Campeonato Europeo de Remo de 2024, en la prueba de doble scull.

## Palmarés internacional
| Campeonato Europeo | Campeonato Europeo | Campeonato Europeo | Campeonato Europeo |
| Año                | Lugar              | Medalla            | Prueba             |
| ------------------ | ------------------ | ------------------ | ------------------ |
| 2024               | Szeged (Hungría)   | Medalla de bronce  | Doble scull        |